# Vereskő–Margitfalva-vasútvonal
A Vereskő-Margitfalva vasútvonal (szlovákiai számozás szerint 173-as vasútvonal) egy egyvágányú, villamosítatlan szlovákiai vasútvonal, amely Vereskő és Margitfalva településeket köti össze. A Besztercebánya és Kassa közötti hegyi összekötő vasútvonal része.

## Története
A vasútvonal tervei a közép-szlovákiai összekötő vasútvonal létrehozásával együtt készültek el. A cél az volt, hogy a Kassa-Oderbergi Vasút vonalát (mely ekkoriban még egyvágányú volt, és emiatt túlterhelt) összekössék Zölyommal, a Gölnic völgyén keresztül.
1884. december 31-én adták át a Margitfalva-Gölnicbánya-Szepesremete-Szomolnokhuta vasútvonalat, amely a mai vonal elődje volt. Eredetileg az egész vonalat 1000 milliméteres keskeny nyomtávval tervezték megépíteni, ez végül csak Gölnicbánya és Szomolnokhuta közt lett így, Margitfalva és Gölnicbánya közt normál nyomtávú vasút létesült.
Az újonnan létrejött Csehszlovákiának szüksége volt kelet-nyugati irányú vasútvonalakra, mert ezekből nagyon kevés volt. Ezért elhatározták, hogy 1919-1920 között megépítik a vonalat, amihez azonban 1931 májusáig nem kezdtek hozzá. AZ építkezés elhúzódására hatással volt a nagy gazdasági világválság is. Miután megépült a Felsőstubnya-Nyitrabánya vasútvonal, az azon dolgozó munkások és mérnökök erre a vonalra kerültek a minél előbbi befejezés érdekében. Először a Szepesremetéig tartó szakaszt építették át normál nyomtávúra, majd az onnan Vereskőig tartó szakaszt építették fel újonnan.
Az építkezés nagy nehézségekkel járt, mert a Gölnic folyó völgye szűk, és emiatt rengeteg bevágást, töltést, és hidat kellett létrehozni. A legnagyobb feladat Garamfő (Telgárt) környékén várt megvalósításra, itt ugyanis kilenc alagút, és egy 32 méteres pillértávolságú viadukt épült. Technikailag a legérdekesebb az itt található, hurok alakú alagút, a maga 400 méteres sugarával és 1239 méteres hosszával, mely 31 méteres szintkülönbség leküzdésére szolgál. Garamfő panzió megállóhelytől indul, majd élesen kanyarodik balra, a felszínre bukkanva újabb balkanyarral éri el a viaduktot, amin áthaladva a magasban keresztezi a megállóhely felett önmagát. A teljes vonalat 1936. július 26-án adták át.
A vasútvonalon ma egyrészt napi 4 pár Besztercebánya-Margitfalva vonat közlekedik, emellett személyvonatok Dobsinai jégbarlang és Merény, valamint Merény és Margitfalva között. Garamfőn, Vernáron, Svedlér megállóhelyen, és Gölnicbánya megállóhelyen a vonatok nem állnak meg.

## Jelentősebb műtárgyak
- Garamfői alagút – közel 1240 méter hosszú, spirálalagút
- Garam-alagút – a Garam folyó forrásánál található, 250 méter hosszú
- Besznicki-alagút – 848 méter hosszú, 955,5 méteres tengerszint feletti magasságával a normál nyomközű hálózat legmagasabb pontja
- Garamfői-viadukt – 86,2 méter hosszú, 22 méter magas
- Chmarošský viadukt – látványos, közvetlenül a Garamfői-viadukt után található, 113 méter hosszú, 18 méter magas műtárgy

## Fordítás
Ez a szócikk részben vagy egészben  a(z)   Železničná trať Červená Skala – Margecany című szlovák Wikipédia-szócikk ezen változatának fordításán alapul.  Az eredeti cikk szerkesztőit annak laptörténete sorolja fel. Ez a jelzés csupán a megfogalmazás eredetét és a szerzői jogokat jelzi, nem szolgál a cikkben szereplő információk forrásmegjelöléseként.